# 布拉斯洛夫采
布拉斯洛夫采（發音：[ˈbɾaːslɔu̯tʃɛ]），是斯洛維尼亞北部布拉斯洛夫采市鎮内的聚居地及其行政中心。該地傳統上屬於下施蒂里亞地區，現在包含在薩維尼亞統計區中。
布拉斯洛夫采在1140年的書面文件中首次被提及。14世紀下半葉，布拉斯洛夫采被采列伯爵授予市場權利。堂區教堂建在聚居地北部的一座小山上，信奉聖母升天，屬於天主教采列教區，它在1120年的書面文件中首次被提及。目前的大部分建築可以追溯到18和19世紀。

## 外部連結
- 维基共享资源上的相關多媒體資源：布拉斯洛夫采
- 布拉斯洛夫采市镇官方网站 （斯洛文尼亚文）
- Braslovče on Geopedia （页面存档备份，存于）